# Young and Beautiful
Pour l’article homonyme, voir Young and Beautiful (film, 1934).
Singles de Lana Del Rey
Dark Paradise Black Beauty
Young and Beautiful est une chanson américaine interprétée par Lana Del Rey. Sortie le 23 avril 2013, elle sert de premier single à la bande originale du film Gatsby le Magnifique. Ce titre, qui est une ballade rock alternative, a été coécrit par Del Rey et le producteur de la piste, Rick Nowels. Les critiques de musique contemporaine ont qualifié le single d'« obsédant » et de « sombre »[réf. nécessaire]. Lyriquement, Young and Beautiful raconte l'histoire d'une jeune amoureuse en pleine appréhension au sujet du vieillissement. 

## Composition
Young and Beautiful est une ballade rock alternative, avec comme paroles du refrain : « Will you still love me when I'm no longer young and beautiful? », ce qui signifie en français « m'aimeras-tu encore lorsque je ne serai plus jeune et jolie ? »

## Historique
Lana Del Rey annonce par un tweet qu'elle participera à la bande-originale de Gatsby le Magnifique. Le titre, qui devait s'appeler Will You Still Love Me, est annoncé peu après comme le premier single de l'album de la bande originale du film. Le titre est dévoilé le 21 mai au soir et sort en téléchargement sur certains sites le lendemain, et sur d'autres le surlendemain. Une vidéo, réalisée par Chris Sweeney et filmée par Sophie Muller, est dévoilée le 10 mai, en dépit de sa sortie prévue le 22 avril[pas clair].

## Accueil
Notamment grâce à la promotion autour du film, très attendu, le single devient peu à peu un succès et est aujourd'hui[Quand ?] écoulé à plus de 600 000 exemplaires. Il s'agit du deuxième plus grand succès de Lana Del Rey après Video Games. Cette chanson est certifiée disque de platine en Australie.